# Oropesa del Mar
Oropesa del Mar (em castelhano) ou Orpesa (em valenciano), oficialmente chamado Orpesa/Oropesa del Mar, é um município da Espanha na província de Castelló, Comunidade Valenciana. Tem 26,4 km² de área e em 2021 tinha 9 755 habitantes (densidade: 369,5 hab./km²).

## Demografia
| Variação demográfica do município entre 1991 e 2004 | Variação demográfica do município entre 1991 e 2004 | Variação demográfica do município entre 1991 e 2004 | Variação demográfica do município entre 1991 e 2004 |
| --------------------------------------------------- | --------------------------------------------------- | --------------------------------------------------- | --------------------------------------------------- |
| 1991                                                | 1996                                                | 2001                                                | 2004                                                |
| 2319                                                | 2578                                                | 4287                                                | 6153                                                |